# Puchar Australii i Nowej Zelandii w narciarstwie alpejskim mężczyzn 2017
Puchar Australii i Nowej Zelandii w narciarstwie alpejskim kobiet w sezonie 2017 zawody w narciarstwie alpejskim rozgrywane pod patronatem Międzynarodowej Federacji Narciarskiej (FIS) w lecie 2017 roku. Pierwsze zawody odbyły się 21 sierpnia w australijskim Thredbo, a ostatnie zostały rozegrane 6 września w nowozelandzkim Mount Hutt.
Triumfu w klasyfikacji generalnej z poprzedniego sezonu bronił Australijka Nowozelandczyk Willis Feasey, tym razem triumfował Czech Kryštof Krýzl.

## Podium zawodów

### Indywidualnie
| Lp. | Data             | Miejscowość  | Konkurencja | 1. Miejsce      | 2. Miejsce          | 3. Miejsce      |
| --- | ---------------- | ------------ | ----------- | --------------- | ------------------- | --------------- |
| 1.  | 21 sierpnia 2017 | Thredbo      | Gigant      | Adam Barwood    | Willis Feasey       | Daniel Meier    |
| 2.  | 22 sierpnia 2017 | Thredbo      | Gigant      | Daniel Meier    | Andreas Žampa       | Kryštof Krýzl   |
| 3.  | 23 sierpnia 2017 | Thredbo      | Slalom      | Linus Straßer   | Robby Kelley        | Kryštof Krýzl   |
| 4.  | 24 sierpnia 2017 | Thredbo      | Slalom      | Linus Straßer   | Stefan Luitz        | Robby Kelley    |
| 5.  | 29 sierpnia 2017 | Coronet Peak | Gigant      | Erik Read       | Magnus Walch        | Manuel Feller   |
| 6.  | 30 sierpnia 2017 | Coronet Peak | Slalom      | Manuel Feller   | Marc Rochat         | Stefan Luitz    |
| 7.  | 31 sierpnia 2017 | Coronet Peak | Slalom      | Marc Rochat     | Steffan Winkelhorst | Michael Ankeny  |
| 8.  | 1 września 2017  | Coronet Peak | Gigant      | Erik Read       | Magnus Walch        | Kryštof Krýzl   |
| 9.  | 5 września 2017  | Mount Hutt   | Supergigant | Zawody odwołane | Zawody odwołane     | Zawody odwołane |
| 10. | 6 września 2017  | Mount Hutt   | Supergigant | Zawody odwołane | Zawody odwołane     | Zawody odwołane |